# Grand Prix Velké Británie 1950
Grand Prix Velké Británie 1950 byla prvním závodem nově vzniklého šampionátu Formule 1 a zároveň pátým závodem vozů F1, po Richmond Trophy, kterou vyhrál Reg Parnell, Grand Prix Pau a Grand Prix San Rema, v obou zvítězil Juan Manuel Fangio a Grand Prix Paříže, kterou vyhrál Georges Grignard.
První Grand Prix se uskutečnila 13. května na okruhu Silverstone a byla vypsána také jako Grand Prix Evropy, na tribunách se sešla řada osobnosti v čele s celou královskou rodinou.

## Pruběh závodu

### Účastníci
Tovární tým Alfy Romeo přivezl na okruh v Silverstone čtyři vozy do kterých usedli Giuseppe Farina, Juan Manuel Fangio, Luigi Fagioli a domácí pilot Reg Parnell. Další italská značka Maserati přijela sice do Anglie bez tovární podpory, zato však v hojném zastoupení. Scuderia Ambrosiina připravila vozy Maserati pro dvojici David Murray a David Hampshire, l’Officina Alfieri Maserati poslala do boje osamoceného Louise Chirona z Monaka, Enrico Platé vsadil na dva piloty šlechtického původu, Prince Biru a Toula de Graffenrieda. V závodě se představil i Joe Fry na soukromém voze Maserati a Felice Bonetto pro kterého připravila vůz Maserati firma Scuderia Milano, Bonetto byl také jediným, který neprošel sítem kvalifikace. Smršť rudě zbarvených italských vozů, doplňovala šestice zelených vozů britské provenience, čtyři vozy ERA  Archivováno 8. 8. 2008 na Wayback Machine. a dvě Alty. Francouzští jezdci, tradičně v modrých barvách, nastoupili do první velké ceny s vozy Talbot. Tovární podporu automobilky Talbot dostali pouze dva piloti a to Yves Giraud-Cabantous a Eugène Martin. Louis Rosier i Philippe Étancelin nastoupili s privátní úpravou vozů. Startovní listinu doplnil i Belgičan Johnny Claes na dalším Talbotu.

### Závod
Prosluněný den, přivítal účastníky úvodního závodu prvního Mistrovství světa vozů Formule 1. Na starém letišti v Silverstone, se v sobotu 13. května sešlo 21 jezdců z 9 států. Kromě domácích pilotů se na startu představili i čtyři Francouzi, dva Italové, jeden Ir, Argentinec, Švýcar, Belgičan, Louis Chiron startující za Monako a Thajský princ Bira. Na závod, který se jel jako Velká cena Evropy, se přišlo podívat 200 000 diváku včetně krále Jiřího VI s chotí Alžbětou. Přišli povzbudit Rega Parnella na čtvrté Alfě Romeo.
Nejrychlejší v kvalifikaci byl Giuseppe Farina  Archivováno 7. 10. 2008 na Wayback Machine. a i jeho týmový kolegové předváděli, který vůz právě ve formuli 1 dominuje. A tak v první řadě stály všechny čtyři Alfy vedle sebe. Hned za Alfami stál soukromý vůz Maserati Thajského prince Biri společně s dvěma továrními Talboty. Ihned po startu  se vedení bleskurychle ujal Farina pronásledovaný Fagiolim a Fangiem. Závod se od samého začátku odehrával v režii jezdců Alfy Romeo a vedoucí trio se střídalo ve vedení a brzo se začalo vzdalovat zbytku světa. Smůla postihla ke konci závodu Fangia, prasklá olejová trubička vyřadila motor jeho Alfy ze hry. Poté už si Farina udržoval 2,5 sekundový odstup od Fagioliho až do cíle. Jen Parnell na další Alfě dokázal dojet do cíle s plným počtem kol jako tandem Farina Fagioli. Na bodovaných místech, ale se ztrátou dvou kol dojeli dva Francouzi Cabantous na továrním Talbotu a Rosier na soukromém voze stejné značky.
Giuseppe Nino Farina se stal historicky první vítězem Grand Prix v rámci Mistrovství světa, zároveň se mu podařilo vybojovat si pole positions a zajet nejrychlejší kolo závodu a získal tak první Hat trick v historii formule 1. Nechybělo mnoho a mohl získat i takzvaný Chelem, což je vítězství, pole positions, nejrychlejší kolo a vedení po celou dobu závodu.
Z dalších pilotů stojí za zmínku výkon prince Biri, který byl důstojným konkurentem dominující Alfy až do doby svého odstoupení, z důvodu poškození palivové pumpy. Také Geoff Crossley  Archivováno 24. 7. 2008 na Wayback Machine. a David Murray se statečně drželi, ale i je nakonec vyřadila porucha rozvodů respektive motoru. Toulo de Graffenried musel nedobrovolně odstoupit ve 34 kole, když ho zradily rozvody zatímco Louis Chiron se musel smířit s rolí diváka o deset kol dříve.

## Výsledky

### Závod
- 13. května 1950
- Okruh Silverstone
- 70 kol × 4,649 km = 325,43 km
- 1. Grand Prix
- 1. vítězství pro Giuseppe Farinu » (nový rekord »)
- 1. vítězství pro Alfu Romeo » (nový rekord »)
- 1. vítězství pro Itálii » (nový rekord »)
- 1. vítězství pro vůz se startovním číslem 2 » (nový rekord »)
- 1. vítězství z pole position » (nový rekord »)
- 1. double pro Alfu Romeo » (nový rekord »)

| Legenda k tabulce | Legenda k tabulce                                                                       |
| Barva             | Výsledek                                                                                |
| ----------------- | --------------------------------------------------------------------------------------- |
| Zlatá             | Vítěz                                                                                   |
| Stříbrná          | 2. místo                                                                                |
| Bronzová          | 3. místo                                                                                |
| Zelená            | Bodované umístění                                                                       |
| Modrá             | Nebodované umístění                                                                     |
| Modrá             | Dokončil neklasifikován (NC)                                                            |
| Fialová           | Odstoupil (Ret)                                                                         |
| Červená           | Nekvalifikoval se (DNQ)                                                                 |
| Červená           | Nepředkvalifikoval se (DNPQ)                                                            |
| Černá             | Diskvalifikován (DSQ)                                                                   |
| Bílá              | Nestartoval (DNS)                                                                       |
| Bílá              | Závod zrušen (C)                                                                        |
| Světle modrá      | Pouze trénoval (PO)                                                                     |
| Světle modrá      | Páteční testovací jezdec (TD)                                                           |
| Bez barvy         | Netrénoval (DNP)                                                                        |
| Bez barvy         | Vyřazen (EX)                                                                            |
| Bez barvy         | Nepřijel (DNA)                                                                          |
| Bez barvy         | Odvolal účast (WD)                                                                      |
| Bez barvy         | Nezúčastnil se (prázdné)                                                                |
| Označení          | Význam                                                                                  |
| Tučnost           | Pole position                                                                           |
| Kurzíva           | Nejrychlejší kolo                                                                       |
| †                 | Jezdec nedojel do cíle, ale byl klasifikován, protože odjel více než 90 % délky závodu. |
| ‡                 | Byl udělován poloviční počet bodů, protože bylo odjeto méně než 75 % délky závodu.      |
| Horní index       | Umístění bodujících jezdců ve sprintu                                                   |

| Pozice | Č  | Jezdec                               | Vůz              | Kolo        | Čas              | +/- | Pole | Body | Nej. kolo   |
| ------ | -- | ------------------------------------ | ---------------- | ----------- | ---------------- | --- | ---- | ---- | ----------- |
| 1      | 2  | Giuseppe Farina                      | Alfa Romeo 158   | 70          | 2:13'23.6        | 0   | 1    | 8+1  | 1'50.6      |
| 2      | 3  | Luigi Fagioli                        | Alfa Romeo 158   | 70          | + 2.6            | 0   | 2    | 6    |             |
| 3      | 4  | Reg Parnell                          | Alfa Romeo 158   | 70          | + 52.0           | 1   | 4    | 4    |             |
| 4      | 14 | Yves Giraud-Cabantous                | Talbot T26C-DA   | 68          | + 2 kola         | 2   | 6    | 3    | 1'53.4      |
| 5      | 15 | Louis Rosier                         | Talbot T26C      | 68          | + 2 kola         | 4   | 9    | 2    | 1'55.4      |
| 6      | 12 | Bob Gérard                           | ERA B            | 67          | + 3 kola         | 7   | 13   |      |             |
| 7      | 11 | Cuth Harrison                        | ERA B/C          | 67          | + 3 kola         | 8   | 15   |      |             |
| 8      | 16 | Philippe Étancelin                   | Talbot T26C      | 65          | + 5 kol          | 6   | 14   |      | 1'57.4 (4.) |
| 9      | 6  | David Hampshire                      | Maserati 4CLT/48 | 64          | + 6 kol          | 7   | 16   |      |             |
| =10    | 10 | Brian Shawe-Taylor Joe Fry * poleman | Maserati 4CL     | 64 (45, 19) | + 6 kol          | 10  | X 20 |      |             |
| 11     | 18 | Johnny Claes                         | Talbot T26C      | 64          | + 6 kol          | 10  | 21   |      | 2'08.8 (5.) |
| Pozice | Č  | Odstoupili                           | Vůz              | Kolo        | Příčina          | +/- | Pole | Body | Nej. kolo   |
| Ret    | 1  | Juan Manuel Fangio                   | Alfa Romeo 158   | 62          | Olejová trubička | 2   | 3    |      |             |
| Ret    | 23 | Joe Kelly                            | Alta GP          | 57          | Řízení           | 13  | 19   |      |             |
| Ret    | 21 | Princ Bira                           | Maserati 4CLT/48 | 49          | Palivo           | 7   | 5    |      |             |
| Ret    | 5  | David Murray                         | Maserati 4CLT/48 | 44          | Motor            | 12  | 18   |      |             |
| Ret    | 24 | Geoff Crossley                       | Alta GP          | 43          | Převodovka       | 16  | 17   |      |             |
| Ret    | 20 | Toulo de Graffenried                 | Maserati 4CLT/48 | 36          | Motor            | 7   | 8    |      |             |
| Ret    | 19 | Louis Chiron                         | Maserati 4CLT/48 | 24          | Spojka           | 14  | 11   |      |             |
| Ret    | 17 | Eugène Martin                        | Talbot T26C-DA   | 8           | Tlak oleje       | 6   | 7    |      |             |
| Ret    | 9  | Peter Walker Tony Rolt               | ERA E            | 5 (2, 3)    | Převodovka       | 20  | 10 X |      |             |
| Ret    | 8  | Leslie Johnson                       | ERA E            | 2           | Kompresor        | 21  | 12   |      |             |
| Pozice | Č  | Nestartoval                          | Vůz              | Kolo        | Příčina          | +/- | Pole | Body | Nej. kolo   |
| PO     | 3  | Giambattista Guidotti                | Alfa Romeo 158   |             |                  |     |      |      |             |
| DNS    | 22 | Felice Bonetto                       | Maserati 4CLT/50 |             |                  |     |      |      |             |
| DNS    | 26 | Raymond Mays                         | ERA D            |             |                  |     |      |      |             |

- startovní čísla nebyla pevně stanovená
- o vůz se dělilo i více jezdců
- Brian Shawe-Taylor dokončil na voze, se kterým se kvalifikoval Joe Kelly
- U vozu Petera Walkera byl dopsán i Tony Rolt jako střídající jezdec. Poté, co Walker zastavil v boxech, Tony ho vystřídal. Po odjetí jednoho kola však musel vůz odstavit pro poruchu převodovky.

### Stupně vítězů
| Jezdci - 1. podium pro Giuseppe Farinu » (nový rekord) - 1. podium pro Luigi Fagioliho » (nový rekord) - 1. podium pro Rega Parnella (jediné podium) (nový rekord) | Vozy - 3. podium pro Alfu Romeo » (nový rekord) | Státy - 2. podium pro Itálii » (nový rekord) - 1. podium pro Velkou Británii » |

### Bodové umístění
| Jezdci - 9 bodů pro Giuseppe Farinu » (nový rekord) - 6 bodů pro Luigi Fagioliho » - 4 bodů pro Rega Parnella » - 3 bodů pro Yvese Girauda-Cabantouse » - 2 bodů pro Louise Rosiera » | Vozy - 19 bodů pro Alfu Romeo » (nový rekord) - 5 bodů pro Talbot » | Státy - 15 bodů pro Itálii » (nový rekord) - 5 bodů pro Francii » - 4 bodů pro Velkou Británii » |

### Nejrychlejší kolo
- Giuseppe Farina 1'50"6 Alfa Romeo
- 1. nejrychlejší kolo pro Giuseppe Farinu » (nový rekord »)
- 1. nejrychlejší kolo pro Alfu Romeo » (nový rekord »)
- 1. nejrychlejší kolo pro Itálii » (nový rekord »)
- 1. nejrychlejší kolo pro vůz se startovním číslem 2 » (nový rekord »)

### Vedení v závodě
- Giuseppe Farina » byl ve vedeni 63 kol (nový rekord »)
- Luigi Fagioli » byl ve vedeni 6 kol
- Juan Manuel Fangio » byl ve vedeni 1 kolo
- Alfa Romeo » byla ve vedení 70 kol (nový rekord »)
- Itálie » byla ve vedení 69 kol (nový rekord »)
- Argentina » byla ve vedení 1 kolo

| Kola         | km         | Jezdec             | %      |
| ------------ | ---------- | ------------------ | ------ |
| 1.–7. kolo   | 32,543 km  | Giuseppe Farina    | 10 %   |
| 8. kolo      | 4,649 km   | Luigi Fagioli      | 1,5 %  |
| 9. kolo      | 4,649 km   | Giuseppe Farina    | 1,5 %  |
| 10.–14. kolo | 23,245 km  | Luigi Fagioli      | 8,3 %  |
| 15. kolo     | 4,649 km   | Juan Manuel Fangio | 1,5 %  |
| 16.–70. kolo | 251,046 km | Giuseppe Farina    | 77,2 % |

| Farina |  |  | Fagioli |  | Farina |
| ------ |  |  | ------- |  | ------ |

### Postavení na startu
- Giuseppe Farina 1'50.8 Alfa Romeo
- 1. Pole position pro Giuseppe Farinu » (nový rekord »)
- 1. Pole position pro Alfu Romeo » (nový rekord »)
- 1. Pole position pro Itálii » (nový rekord »)
- 1. Pole position pro vůz se startovním číslem 2 » (nový rekord »)
- 1x první řadu získali Giuseppe Farina », Luigi Fagioli », Juan Manuel Fangio » a Reg Parnell (nový rekord »)
- 4x první řadu získala Alfa Romeo » (nový rekord »)
- 2x první řadu získala Itálie » (nový rekord »)
- 1x první řadu získala Argentina » a Velká Británie »

| _______4_______ Reg Parnell Alfa Romeo 1'52.2 |                                                        | _______3_______ Juan Manuel Fangio Alfa Romeo 1'51.2 |                                                          | _______2_______ Luigi Fagioli Alfa Romeo 1'51.0  |                                            | _______1_______ Giuseppe Farina Alfa Romeo 1'50.8    |
|                                               | _______7_______ Eugène Martin Talbot-Lago 1'55.4       |                                                      | _______6_______ Yves Giraud-Cabantous Talbot-Lago 1'53.4 |                                                  | _______5_______ Princ Bira Maserati 1'52.6 |                                                      |
| _______11_______ Louis Chiron Maserati 1'56.6 |                                                        | _______10_______ Peter Walker ERA 1'56.6             |                                                          | _______9_______ Louis Rosier Talbot-Lago 1'56.0  |                                            | _______8_______ Toulo de Graffenried Maserati 1'55.8 |
|                                               | _______14_______ Philippe Étancelin Talbot-Lago 1'57.8 |                                                      | _______13_______ Bob Gérard ERA 1'57.4                   |                                                  | _______12_______ Leslie Johnson ERA 1'57.4 |                                                      |
| _______18_______ David Murray Maserati 2'05.6 |                                                        | _______17_______ Geoff Crossley Alta 2'02.6          |                                                          | _______16_______ David Hampshire Maserati 2'01.0 |                                            | _______15_______ Cuth Harrison ERA 1'58.4            |
|                                               | _______21_______ Johnny Claes Talbot-Lago 2'08.2       |                                                      | _______20_______ Joe Fry Maserati 2'07.0                 |                                                  | _______19_______ Joe Kelly Alta 2'06.2     |                                                      |

## Startovní listina
| Č. | Pilot                 | Tým                           | Konstruktér | Šasi                    | Motor          | Pneumatiky |
| -- | --------------------- | ----------------------------- | ----------- | ----------------------- | -------------- | ---------- |
| 1  | Juan Manuel Fangio    | SA Alfa Romeo                 | Alfa Romeo  | Alfa Romeo 158          | Alfa Romeo L8s | Pirelli    |
| 2  | Giuseppe Farina       | SA Alfa Romeo                 | Alfa Romeo  | Alfa Romeo 158          | Alfa Romeo L8s | Pirelli    |
| 3  | Luigi Fagioli         | SA Alfa Romeo                 | Alfa Romeo  | Alfa Romeo 158          | Alfa Romeo L8s | Pirelli    |
| 3  | Giambattista Guidotti | SA Alfa Romeo                 | Alfa Romeo  | Alfa Romeo 158          | Alfa Romeo L8s | Pirelli    |
| 4  | Reg Parnell           | SA Alfa Romeo                 | Alfa Romeo  | Alfa Romeo 158          | Alfa Romeo L8s | Pirelli    |
| 5  | David Murray          | Scuderia Ambrosiana           | Maserati    | Maserati 4CLT-48        | Maserati L4s   | D          |
| 6  | David Hampshire       | Scuderia Ambrosiana           | Maserati    | Maserati 4CLT-48        | Maserati L4s   | D          |
| 8  | Leslie Johnson        | Taso Mathieson                | ERA         | ERA E                   | ERA L6s        | D          |
| 9  | Peter Walker          | Privato                       | ERA         | ERA E                   | ERA L6s        | D          |
| 9  | Tony Rolt             | Privato                       | ERA         | ERA E                   | ERA L6s        | D          |
| 10 | Joe Fry               | Privato                       | Maserati    | Maserati 4CL            | Maserati L4s   | D          |
| 10 | Brian Shawe-Taylor    | Privato                       | Maserati    | Maserati 4CL            | Maserati L4s   | D          |
| 11 | Cuth Harrison         | Privato                       | ERA         | ERA B                   | ERA L6s        | D          |
| 12 | Bob Gérard            | Privato                       | ERA         | ERA B/C                 | ERA L6s        | D          |
| 14 | Yves Giraud-Cabantous | Automobiles Talbot-Darracq SA | Talbot-Lago | Talbot-Lago T26C-DA     | Talbot L6      | D          |
| 15 | Louis Rosier          | Ecurie Rosier                 | Talbot-Lago | Talbot-Lago T26C        | Talbot L6      | D          |
| 16 | Philippe Étancelin    | Privato                       | Talbot-Lago | Talbot-Lago T26C        | Talbot L6      | D          |
| 17 | Eugène Martin         | Automobiles Talbot-Darracq SA | Talbot-Lago | Talbot-Lago T26C-DA     | Talbot L6      | D          |
| 18 | Johnny Claes          | Ecurie Belge                  | Talbot-Lago | Talbot-Lago T26C        | Talbot L6      | D          |
| 19 | Louis Chiron          | Officine Alfieri Maserati     | Maserati    | Maserati 4CLT-48        | Maserati L4s   | Pirelli    |
| 20 | Toulo de Graffenried  | Enrico Platé                  | Maserati    | Maserati 4CLT-48        | Maserati L4s   | Pirelli    |
| 21 | Princ Bira            | Enrico Platé                  | Maserati    | Maserati 4CLT-48        | Maserati L4s   | Pirelli    |
| 22 | Felice Bonetto        | Scuderia Milano               | Maserati    | Maserati Milano 4CLT-50 | Maserati L4s   | Pirelli    |
| 23 | Joe Kelly             | Privato                       | Alta        | Alta GP                 | Alta L4s       | D          |
| 24 | Geoff Crossley        | Privato                       | Alta        | Alta GP                 | Alta L4s       | D          |
| 26 | Raymond Mays          | Privato                       | ERA         | ERA D                   | ERA L6s        | D          |

## Zajímavosti
- Giuseppe Nino Farina si hned v první Grand Prix zajistil tripl, to je: zajel nejrychlejší kolo, zvítězil v závodě i v kvalifikaci.
- Alfa Romeo jednoznačně dominovala závodu, všechny vozy se po celou dobu střídaly ve vedení.
- Jedině vozy Alfa Romeo absolvovaly plný počet kol, ostatní dojely se ztrátou 2 kol.
- Giuseppe Farina získal Hat trick »

### Souhrn
| Pole position   | Vítězství       | Nej. kolo       | Hat trick | Vedení          | Vedení         | Vedení             | Chelem |
|                 |                 |                 |           |                 |                | Argentina          |        |
| Giuseppe Farina | Giuseppe Farina | Giuseppe Farina |           | Giuseppe Farina | Luigi Fagioli  | Juan Manuel Fangio |        |
| Alfa Romeo 158  | Alfa Romeo 158  | Alfa Romeo 158  |           | Alfa Romeo 158  | Alfa Romeo 158 | Alfa Romeo 158     |        |
| 1'50.8          | 2:13'23.6       | 1'50.6          |           | 63 kol          | 6 kol          | 1 kolo             |        |
| 151,051 km/h    | 146,378 km/h    | 151,324 km/h    |           | 292,887 km      | 27,894 km      | 4,649 km           |        |
| --------------- | --------------- | --------------- | --------- | --------------- | -------------- | ------------------ | ------ |

### Smutné zprávy
- dne 6. února 2008 zemřel poslední účastník této velké ceny. Tony Rolt byl posledním žijícím jezdcem, který sice nestál na startu Velké ceny, ale svezl se jedno kolo, a to se již započítává.

## Stav MS
- GP – body získané v této Grand Prix

| * | Jezdec                | Body | GP | * | Vůz        | Body | GP | * | Stát           | Body | GP |
| - | --------------------- | ---- | -- | - | ---------- | ---- | -- | - | -------------- | ---- | -- |
| 1 | Giuseppe Farina       | 9    | 9  | 1 | Alfa Romeo | 19   | 19 | 1 | Itálie         | 15   | 15 |
| 2 | Luigi Fagioli         | 6    | 6  | 2 | Talbot     | 5    | 5  | 2 | Francie        | 5    | 5  |
| 3 | Reg Parnell           | 4    | 4  |   |            |      |    | 3 | Velká Británie | 4    | 4  |
| 4 | Yves Giraud-Cabantous | 3    | 3  |   |            |      |    |   |                |      |    |
| 5 | Louis Rosier          | 2    | 2  |   |            |      |    |   |                |      |    |